# ندای صحنه: پرطرفدارها
ندای صحنه: بازدیدها(به انگلیسی: Curtain Call: The Hits) بزرگترین آلبوم گردآوری شده امینم خواننده رپ اهل آمریکا است.این البوم ماندگارترین البوم  تاریخ  بیلبورد با بیش از ۹ سال در ۲۰۰ البوم برتر  است  

## External links
- Eminem - My Greatest Hits: Curtain Call در یوتیوب
- Curtain Call: The Hits (TV Commercial) در یوتیوب